# Флакстад

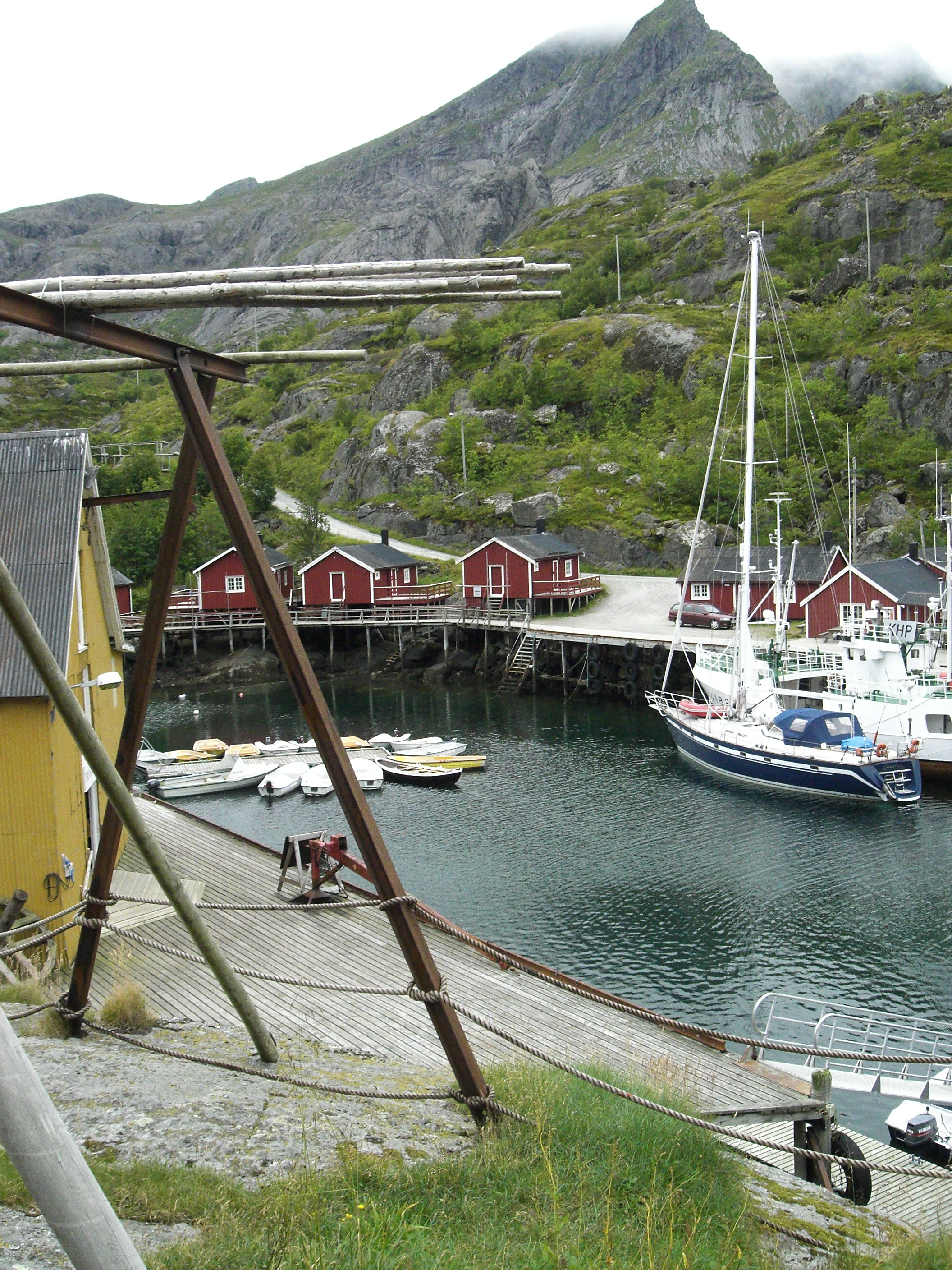
Нусфьорд — идиллическая, маленькая гавань

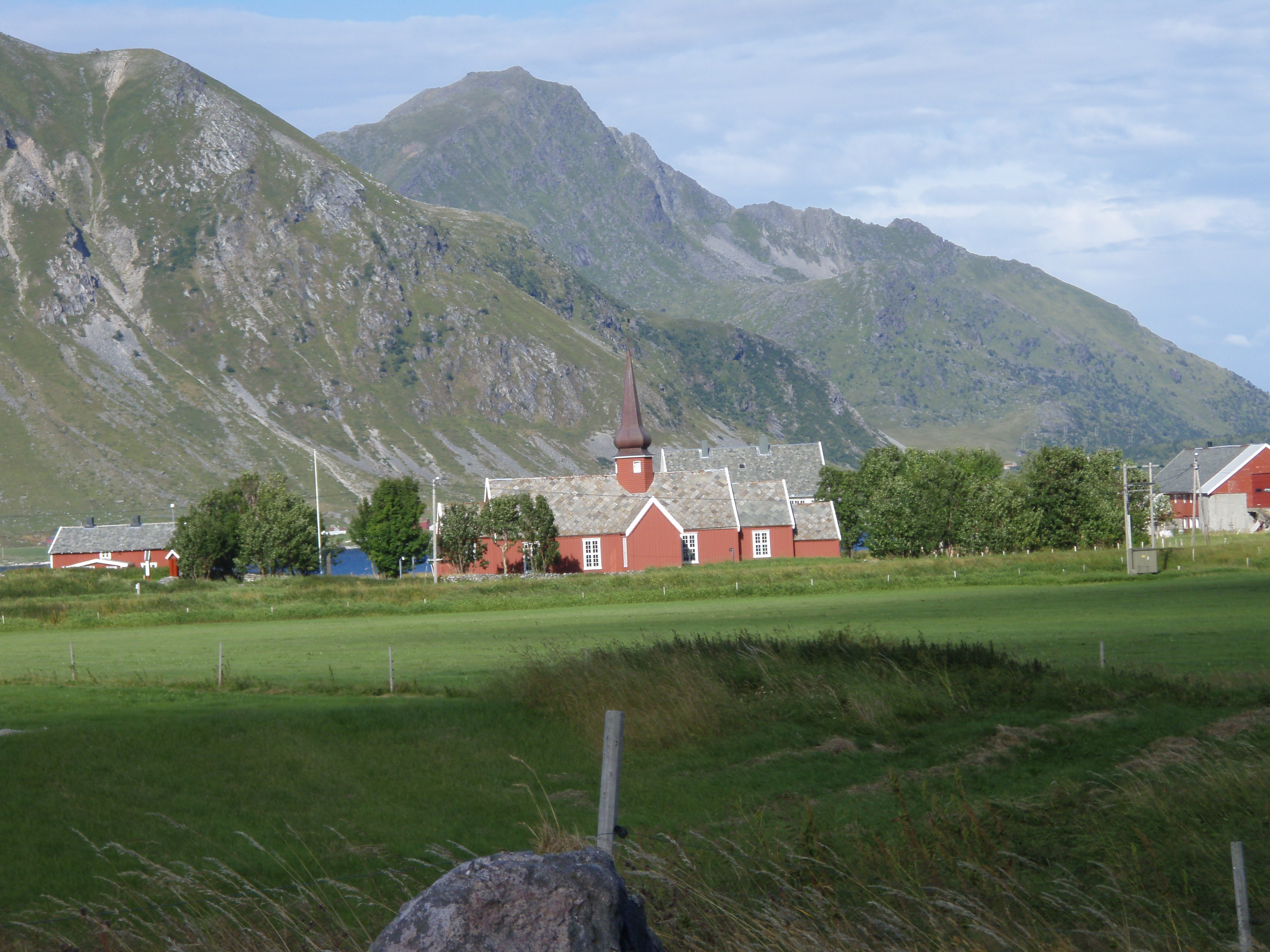
Церковь Флакстада

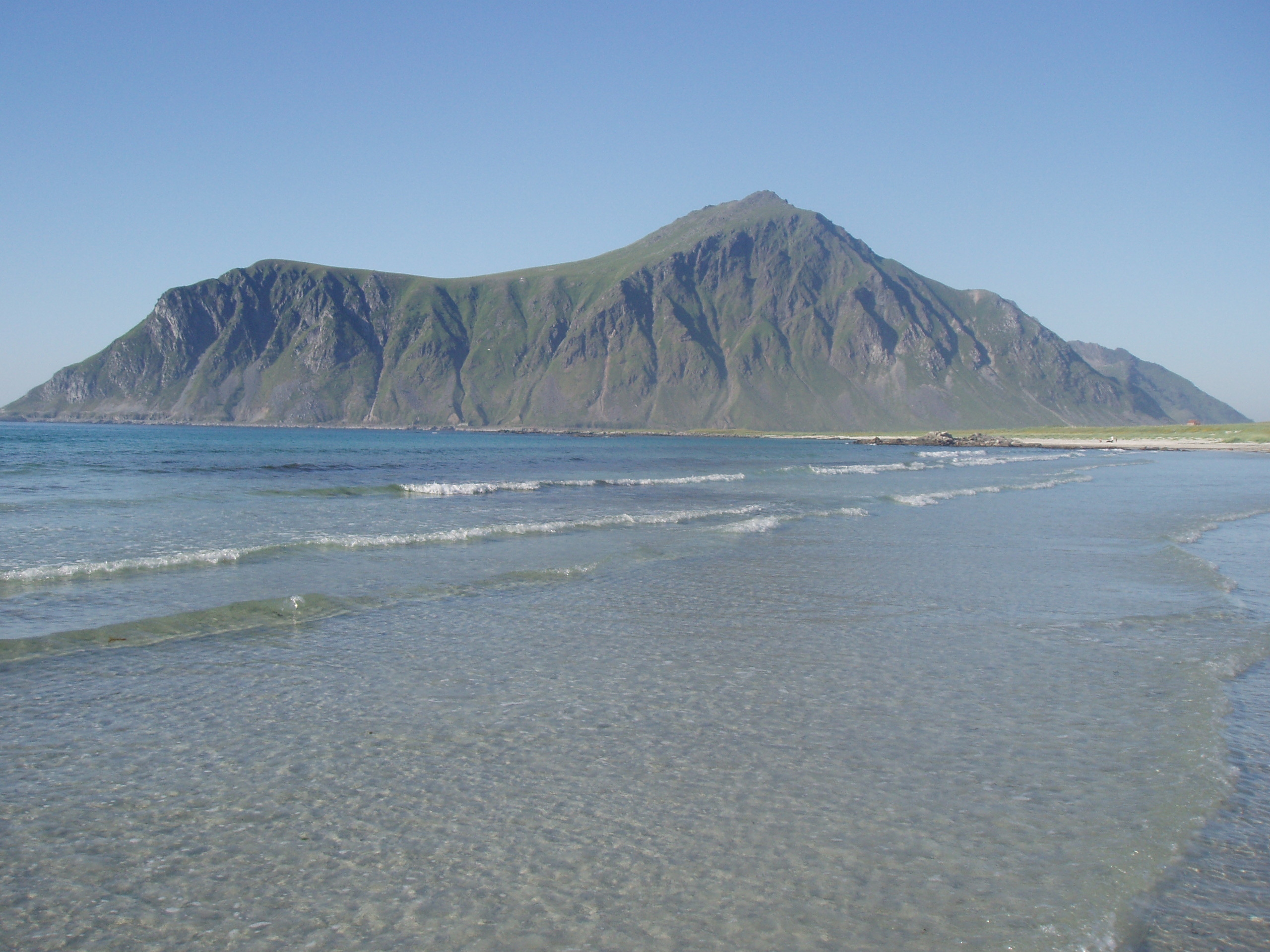
Пляж Скагсанден, Флакстад

Флакстад (норв. Flakstad) — коммуна в фюльке Нурланн в Норвегии. Является частью региона Лофотен. Административный центр коммуны — деревня Рамберг. Коммуна расположена на Лофотенских островах, также включает остров Флакстадёя и восточную часть острова Москенесёй.
Флакстад получил статус коммуны 1 января 1838 года. Москенес был отделен от Флактада 1 июля 1916 года. Позднее Флакстад опять был кратковременно объединён с Москенесом в период с 1964 по 1976 год.

## Общая информация

### Название
Коммуна (первоначально приход) был назван в честь старой фермы Flakstad (старонорвежский: Flakstaðir)), поскольку там была построена первая церковь. Значение первой части названия неизвестно, окончание — слово Staðir, означающее ферма или усадьба.

### Герб
У коммуны современный герб. Он был принят в 1989 году. На гербе изображёно крепёжное устройство, которое использовалось на судах, как символ истории мореходства региона.